# The Damned

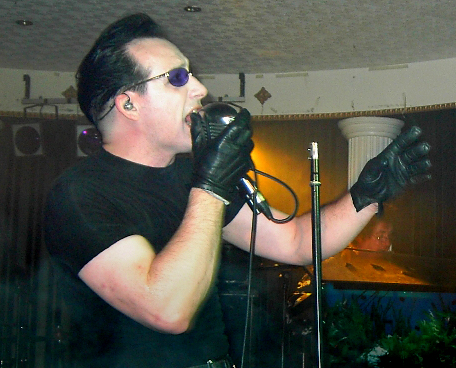
Dave Vanian live med the Damned 2006

The Damned är ett brittiskt punk- och gothband som bildades i London 1976. Det var det första brittiska punkbandet som släppte en singel, gav ut ett album och turnerade i USA.
The Damned har splittrats och återförenats många gånger, med sångaren Dave Vanian som den enda stadigvarande medlemmen. De har blandat in många olika stilar i sin musik, som till exempel garagerock, psykedelisk musik och new wave. The Damned anses också vara en av grundarna av goth-musiken. Mellan åren 1979 och 1984 var de även en inspirationskälla för många av de nya hardcorepunk-banden i USA.
The Damned gav ut sina första skivor på kultbolaget Stiff Records, de bytte snabbt till Chiswick. Ett tag låg man på stora amerikanska MCA, detta har gjort att marknaden är översvämmad av nypressningar, samlingsskivor och dessutom mängder av bootlegs. Det albumet som de flesta fans skattar högst är The Black Album, där The Damned på allvar började blanda upp punk och goth-musik. Et annat album som innehåller allt det bästa, är Light in the end of the Tunnel, som kom ut som en dubbel-lp.
Dave Vanian debuterade 2009 som filmmusik-kompositör med musiken till filmen The Perfect Sleep av regissören Jeremy Alter.

## Medlemmar
Nuvarande medlemmar
- Dave Vanian (f. David Lett 12 oktober 1956 i Hemel Hempstead) – sång (1976–)
- Captain Sensible (f. Raymond Ian Burns 24 april 1954 i London) – basgitarr (1976–1978), gitarr (1978–1984, 1989, 1991, 1996–)
- Monty Oxymoron (f. Montgomery Gillan 27 september 1961 i Cambridge) – keyboard (1996–)
- Pinch (f. Andrew Pinching 5 september 1965 in Grantham) − trummor (1999–)
- Paul Gray − basgitarr (1980–1983, 1996, 2017–)

Tidigare medlemmar
- Brian James – gitarr (1976–1978, 1988–1989, 1991)
- Rat Scabies – trummor (1976–1977, 1978–1996)
- Lu Edmunds – gitarr (1977–1978)
- Algy Ward – basgitarr (1978–1980)
- Roman Jugg – keyboard (1981–1989), gitarr (1984–1989)
- Bryn Merrick – basgitarr (1983–1989; död 2015)
- Paul Shepley – keyboard (1985–1989)
- Kris Dollimore – gitarr (1993–1996)
- Allan Lee Shaw – gitarr (1993–1996)
- Jason "Moose" Harris – basgitarr (1993–1996)
- Garrie Dreadful – trummor (1996–1999)
- Patricia Morrison – basgitarr (1996–2005)
- Stu West (f. 24 december 1964 i Lincolnshire) – basgitarr (2004–2017)

Turnerande medlemmar
- Dave Berk – trummor (1977)
- Gary Holton – sång (1978; död 1985)
- Henry Badowski – basgitarr (1978)
- Lemmy Kilmister – basgitarr (1978; död 2015)
- Jon Moss – trummor (1978)[1]
- Spike Smith – trummor (1999)
- Warren Renfrow – basgitarr (2002)
- Jon Priestley – basgitarr (2018)

## Diskografi

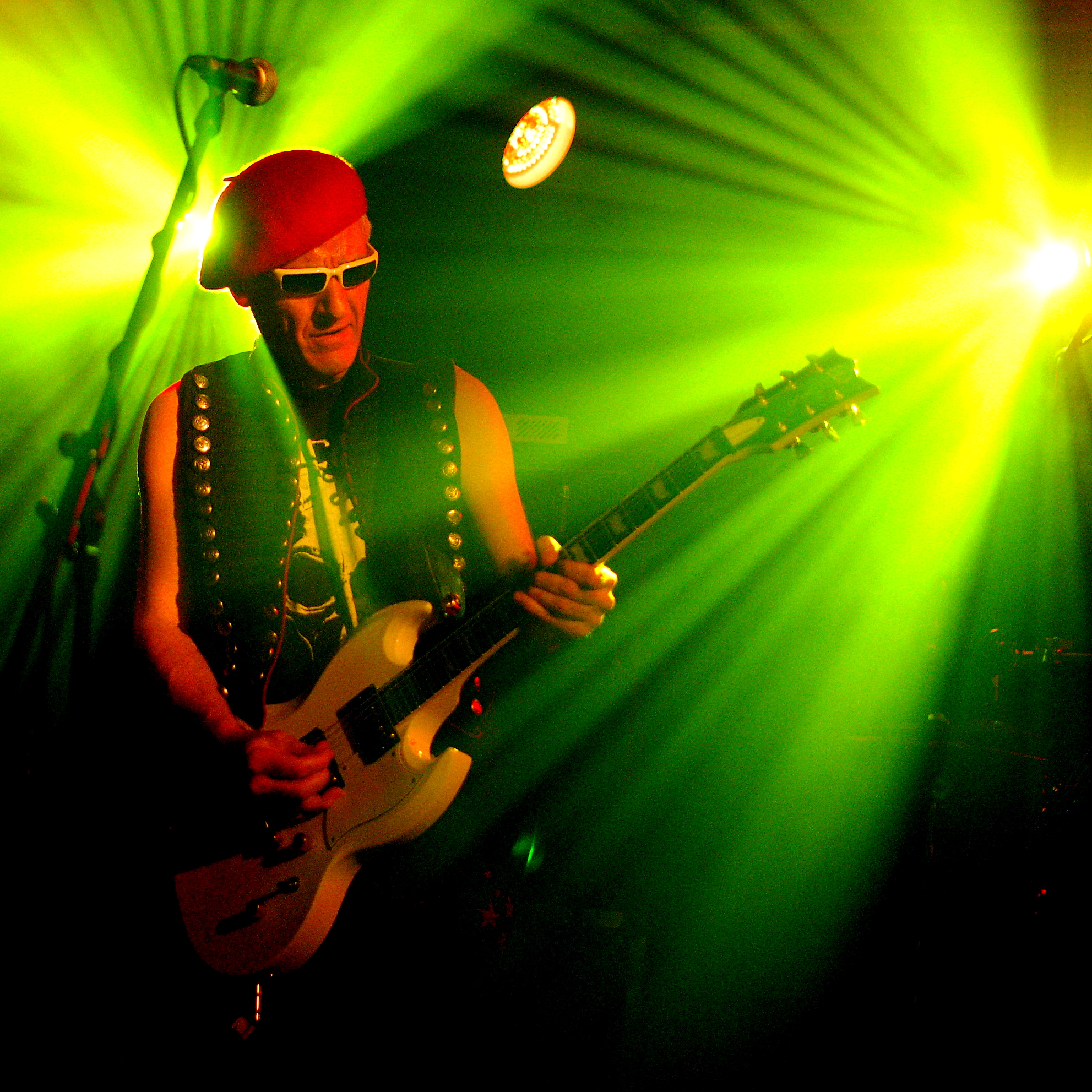
Captain Sensible 2008

### Studioalbum
- 1977 – Damned, Damned, Damned (25 februari)
- 1977 – Music For Pleasure (18 november)
- 1979 – Machine Gun Etiquette (2 november)
- 1980 – The Black Album (20 oktober)
- 1982 – Strawberries (1 oktober)
- 1985 – Phantasmagoria (15 juli)
- 1986 – Anything (5 december)
- 1995 – Not of this Earth (11 november)
- 2001 – Grave Disorder (21 augusti)
- 2008 – So, Who's Paranoid? (10 november)
- 2018 – Evil Spirits (13 april)

### Livealbum
- 1996 – The Radio One Sessions

### Annat
EP
- 1981 – Friday 13th

Album som "Naz Nomad and the Nightmares"
- 1984 – Give Daddy The Knife Cindy